# Bernhard Pez
Bernhard Pez   (Ybbs an der Donau, 22 de febrer de 1683 - Melk, 27 de març de 1735) va ser un historiador i bibliotecari benedictí austríac, historiador, filòleg i bibliotecari. Juntament amb el seu germà petit Hieronymus Pez, va introduir la diplomàcia crítica, originada a França, a la ciència històrica i així es va convertir en un pioner de la Il·lustració en la ciència. També se'l considera el descobridor dels fragments de Mondsee altmedieval.

## Biografia
Va estudiar a Viena i a Krems, i el 1699 va entrar a l'abadia de Melk. En aquesta abadia va prendre l'hàbit de benedictí (1699) després d'haver fet els seus estudis a Viena i a Krems. Primer li atreien molt les llengües clàssiques, però va deixar més tard el seu estudi per dedicar-se de ple al de la història. El 1713 va ser nomenat bibliotecari de Melk. Seguint les empremtes dels maurins, es va dedicar a registrar els arxius, recorrent durant els anys 1715/17 amb el seu germà Jerónimo, els dels monestirs austríacs, suaus i bàvars. Va estar en relacions literàries amb els homes més il·lustres del seu temps. Va acompanyar el comte Zinzendorf en el seu viatge a França, on va tractar a Montfaucon, Martène, Augustin Calmet, Duraud, Le texier, etc.
Les seves obres principals son: 
- Bibliotheca ascetica (12 vol., 1723-40),
- Thesaurus anecdotorum novissimus (6 vol., Augsburg, 1721-29), que es una col·lecció de fonts teològiques, filosòfiques, ascètiques, exegètiques i literàries;
- Epistolas apologeticae O. S. Benedicti, que son una defensa de la seva orde contra els jesuïtes.
- Triumphus castitatis , s, Acta et vita venerabilis Wildburgis, virginis reclusae Sanct-Florianensis (1715),
- Epistola encyclica ad omnia ordinis Benedictini monasteria (1716),
- Bibliotheca Benedicto Mauriane, seu de ortu vitis et scriptis Benedictorum e celeberrima congregatione S. Mauri in Gallia llibri II (Augsburg, 1716),
- Biblioteca ascetica, antiguo-nova (Ratisbona, 1723-1740),
- Acta S. Trudperti martyris, diverses notes al Anonymus Mellicensis, de seriptoribus ecclesiasticis, obra que publicà Fabricius,
- Homilien des Abten Gottfried von Admont (1715-1725).

La seva Bibliotheca benedictina generalis que había d'esser una obra monumental, no restà conclosa. Amb les notes que había recollit per a ella Pez, es formà en part la Historei liter. o.s.b., de Magnoald Ziegelbauer. Els manuscrits d'aquest incansable aclaridor de la ciència es conserven a Melk.